# ولادیسلاو سورکوف
ولادیسلاو سورکوف (روسی: Владислав Юрьевич Сурков؛ زادهٔ ۲۱ سپتامبر ۱۹۶۴) تاجر و سیاست‌مدار اهل روسیه (اتحاد جماهیر سوسیالیستی شوروی سابق) است.
وی از سال ۱۹۹۹ تا ۲۰۱۱ معاون اول رئیس‌جمهور روسیه بود و در این مدت اغلب او به عنوان ایده پرداز اصلی کرملین که مفهوم دموکراسی مستقل در روسیه را پیشنهاد و اجرا می‌کرد، مورد توجه قرار گرفت.
از دسامبر ۲۰۱۱ تا مه ۲۰۱۳، سورکوف به عنوان معاون نخست‌وزیر فدراسیون روسیه خدمت کرد. سورکوف که اصالت چچنی دارد، پس از استعفا به دفتر اجرایی ریاست جمهوری بازگشت و مشاور شخصی ولادیمیر پوتین در روابط با آبخازیا، اوستیای جنوبی و اوکراین شد.
وی در فوریه سال ۲۰۲۰ با دستور ولادیمیر پوتین از این سمت کنار گذاشته شد. به عقیده بسیاری سورکوف یک شخصیت اصلی با قدرت و نفوذ زیاد در دولت پوتین است.